# Такаши Мизуно
Такаши Мизуно (јап. 水野 隆; 28. април 1931) бивши је јапански фудбалер.

## Каријера
Током каријере играо је за Yuasa Batteries.

## Репрезентација
За репрезентацију Јапана дебитовао је 1955. године.

## Статистика
| Јапан  | Јапан | Јапан |
| Год.   | Ута.  | Гол.  |
| ------ | ----- | ----- |
| 1955   | 1     | 0     |
| Укупно | 1     | 0     |